# Fotbollsligan 1990
Tipsligan, som finländska högsta serien nu bytt namn till, 1990 bestod av tolv lag, och vanns av FC Kuusysi från Lahtis men slutspelet från mitten av 1980-talet hade återinförts, nu även med kvartsfinaler och de åtta bästa gick vidare, och då det var över stod Helsingin Jalkapalloklubi från Helsingfors som finländska mästare.

## Inledande omgång
| Nr | Lag                       | S  | V  | O  | F  | GM | IM | MS  | P  |
| -- | ------------------------- | -- | -- | -- | -- | -- | -- | --- | -- |
| 1  | Kuusysi                   | 22 | 14 | 5  | 3  | 34 | 12 | +22 | 33 |
| 2  | Rovaniemen Palloseura     | 22 | 12 | 5  | 5  | 29 | 17 | +12 | 29 |
| 3  | HJK Helsingfors           | 22 | 11 | 6  | 5  | 40 | 29 | +11 | 28 |
| 4  | Kuopion Palloseura        | 22 | 8  | 8  | 6  | 24 | 22 | +2  | 24 |
| 5  | Reipas                    | 22 | 7  | 9  | 6  | 35 | 21 | +14 | 23 |
| 6  | Turun Palloseura          | 22 | 7  | 9  | 6  | 27 | 20 | +7  | 23 |
| 7  | Mikkelin Palloilijat      | 22 | 6  | 11 | 5  | 20 | 22 | −2  | 23 |
| 8  | Haka                      | 22 | 8  | 6  | 8  | 27 | 34 | −7  | 22 |
| 9  | Ilves                     | 22 | 6  | 8  | 8  | 37 | 33 | +4  | 20 |
| 10 | Oulun Työväen Palloilijat | 22 | 4  | 7  | 11 | 16 | 32 | −16 | 15 |
| 11 | Kokkolan Palloveikot      | 22 | 6  | 3  | 13 | 15 | 32 | −17 | 15 |
| 12 | Kuusankosken Kumu         | 22 | 1  | 7  | 14 | 13 | 43 | −30 | 9  |

## Mästerskapsslutspel

### Kvartsfinaler
- FC Kuusysi - Valkeakosken Haka 3-1 ; 2-2 ; 4-3
- RoPS - MP 1-1,4-5 ; 2-1 ; 0-1
- TPS - HJK 0-0,3-2 ; 1-2 ; 1-3
- KuPS - Reipas 1-1,4-5 ; 0-2

### Semifinaler
- FC Kuusysi - MP 3-1 ; 1-0
- HJK - Reipas 3-2 ; 3-2

### Spel om tredje pris
- Reipas - MP 1-6

### Finaler
- FC Kuusysi - HJK 1-1,3-4 ; 0-1

## Kvalspel
- KPV - Jaro 0-1 (Karleby)
- Jaro - KPV 4-2 (Jakobstad)

FF Jaro kvalificerade för Fotbollsligan 1991 efter 2-0 i matcher.

### Fotnoter
1. ↑  Antti Koivukangas (31 mars 2016). ”Fotbollsligan 1990: Kuusela ledde HJK till guld”. Yle. https://svenska.yle.fi/artikel/2016/03/31/fotbollsligan-1990-kuusela-ledde-hjk-till-guld. Läst 23 november 2016.